# ISO 3166-2:AT

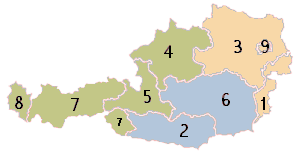
Mapa rakouských spolkových zemí

Kódy ISO 3166-2 pro Rakousko identifikují 9 spolkových zemí (stav v roce 2015). První část (AT) je mezinárodní kód pro Rakousko, druhá část sestává z jednoho čísla identifikujícího spolkovou zemi.

## Seznam kódů
- AT-1 Burgenland (Eisenstadt)
- AT-2 Korutany (Kärnten, Klagenfurt)
- AT-3 Dolní Rakousko (Niederösterreich, St. Pölten)
- AT-4 Horní Rakousko (Oberösterreich, Linec)
- AT-5 Salcbursko (Salzburg, Salcburk)
- AT-6 Štýrsko (Steiermark, Štýrský Hradec)
- AT-7 Tyrolsko (Tirol, Innsbruck
- AT-8 Vorarlbersko (Vorarlberg, Bregenz)
- AT-9 Vídeň (Wien)